# Mehmet Akyüz
Mehmet Akyüz (sinh 2 tháng 1 năm 1986) là một cầu thủ bóng đá Thổ Nhĩ Kỳ thi đấu ở vị trí tiền đạo cho Denizlispor.